# 八劔神社・神明社
八劔神社・神明社（はっけんじんじゃ・しんめいしゃ）は、愛知県西尾市一色町佐久島字西屋敷40にある神社。社殿は八劔神社と神明社の合殿である。

## 歴史
平安時代の万寿年間（1024年 - 1028年）、天台宗の薬師寺の鎮守として八劔神社が勧進されたとされる。薬師寺は後に焼失した。
神明社はもともと西港（西区）に祀られていたが、1873年（明治6年）に東港（東区）の八剱神社に遷座されて合殿とされた。この際に八日講祭も両社合同の祭礼となった。

## 境内
- 佐久島八劔神社・神明社秋の大祭 - 毎年10月中頃。大漁と豊作を祈願する。東港の太鼓は西尾藩の本田家で使用されていたものであり、サクラの丸太をくりぬいて製作されたものである。
- 佐久島八劔神社・神明社合殿八日講祭

## 文化財

### 県指定有形文化財
- 八劔神社本殿[1]
  - 1964年（昭和39年）3月23日指定。一間社、流造、木羽葺。江戸時代初期の寛永年間（1624年から1645年）頃の再建とされる。正面の蟇股や木鼻の造形が優れているとされる。1988年（昭和63年）に解体修理が行われた。覆殿に納められており、左に八劔神社本殿が、右に神明社本殿がある。

- 神明社本殿[3]
  - 1964年（昭和39年）3月23日指定。一間社、流造、木羽葺。江戸時代初期の寛永15年（1663年）の建築とされる。1988年（昭和63年）に解体修理が行われた。覆殿に納められており、左に八劔神社本殿が、右に神明社本殿がある。

### 市指定無形民俗文化財
- 佐久島八劔神社・神明社合殿八日講祭[4]
  - 1977年（昭和52年）12月7日指定。毎年1月8日。宝暦6年（1756年）以前から伝わる。神官が祝詞を捧げた後、2人の厄男が大声で合言葉を唱え、「鬼」と書かれた参道の凧に向かって矢を射る。神事に使用された凧は災難を除くとされ、神事の終了後には子どもらが凧を奪い合う。神事後には餅投げも行われる。

## 現地情報
所在地
- 444-0416 愛知県西尾市一色町佐久島字西屋敷40

アクセス
- 佐久島東港から徒歩5分